# Savoia-Marchetti SM.89
Die Savoia-Marchetti SM.89 war ein zweimotoriger Bomber des italienischen Herstellers Savoia-Marchetti aus den 1940er Jahren, der jedoch nicht über das Prototypenstadium hinauskam. Da die italienische Luftwaffe einen schnellen zweimotorigen Bomber wie die Junkers Ju 88 benötigte und die deutschen Junkerswerke nicht genügend hohe Stückzahlen bereitstellen konnten, entschloss man sich, in Italien eine eigene Maschine für diese Aufgabenstellung zu bauen. Nach der Fertigstellung des Prototyps stellte man fest, dass dieser nicht den geforderten Anforderungen entsprach, wonach das Projekt eingestellt wurde.

## Geschichte

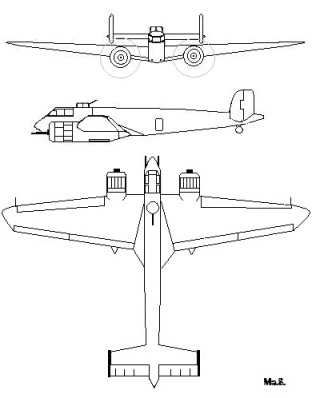
Risszeichnung der SM89

Da die Regia Aeronautica 1940 Junkers Ju 88 in einer Stückzahl von 350 benötigte, diese aber nicht von Deutschland geliefert werden konnten, entschloss man sich eine eigene Maschine dieses Bombertyps in Auftrag zu geben. Die Firma Savoia-Marchetti erhielt den Auftrag ein solches Flugzeug zu entwickeln. Der Konstrukteur Alessandro Marchetti stellte am 13. April 1941 das Konzept vor, das von der Regia Aeronautica akzeptiert wurde. Diese bestellte einen Prototyp der Savoia Marchetti SM.89, der am 28. Juli 1942 fertiggestellt war.
Das Konzept von Alessandro Marchetti beruhte auf einer zweimotorigen Ausführung der SM.84, einem mittleren dreimotorigen Bomber, der schon im Einsatz war. Die Kabine wurde so geändert, dass Pilot, Funker und Bordschütze hintereinander saßen. Zum Schutz der Besatzung wurde eine 300 kg schwere Panzerung eingebaut, die natürlich die Nutzlast verringerte. Der Bug mit Duralblechen und das Stahlrohrgerüst wurden von der SM.84 übernommen und so modifiziert, dass er die schwerere Bewaffnung aufnehmen konnte. Der hintere Rumpf wurde ebenso wie das doppelte Leitwerk mit Sperrholz verkleidet, das teilweise mit Leinenstoff überzogen wurde. Die Tragflächen des Tiefdeckers waren eine dreiholmige reine Holzkonstruktion, die mit Sperrholz verkleidet war. Diese wurde später durch Stahlrohre, die mit Aluminiumblechen verkleidet wurden ersetzt. Das einziehbare Spornradfahrwerk wurde hydraulisch betätigt und fuhr in die Triebwerksgondeln ein.

## Antrieb
Als Triebwerke wollte man die 14-Zylinder-Doppelsternmotoren Piaggio P.XI (italienischer Lizenzbau des Gnome Rhone Mistral Major 14K mit 1000 PS Startleistung) verwenden, die sich aber als zu schwach erwiesen, so dass man auf die unzuverlässigeren, aber stärkeren luftgekühlten 18-Zylinder-Doppelsternmotoren Piaggio P.XII umsteigen musste. Eine Umstellung auf Motoren des Typs Piaggio P.XV (1650 PS Startleistung) war nicht möglich. Verstellbare Dreiblatt-Metall-Propeller sollten für den Vortrieb sorgen.

## Bewaffnung
Die Bewaffnung waren zwei 37-mm-Maschinenkanonen Breda 37/54 mit je 40 Schuss und drei 12,7-mm-Maschinengewehre SAFAT mit je 1000 Schuss. Es war noch geplant in der Serie zwei 12,7-mm-Maschinengewehre SAFAT mit je 1000 Schuss im Drehturm auf dem Rumpfrücken zu montieren, dazu kam es aber nicht mehr. Die SM.89 konnte je nach Einsatzreichweite 1000 bis 1350 kg Bomben mitführen.

## Testphase
Am 28. Juli 1942 startete der Prototyp in Vergiate unter Testpilot Guglielmo Algarotti zum Erstflug. Die Erprobung verlief erfolgreich, so dass der Bomber im Oktober 1942 zur militärischen Flugerprobung nach Guidonia bei Rom überführt wurde. Bei der militärischen Erprobung stellte man fest, dass die SM.89 schwer zu fliegen und zu landen war, die geringe Geschwindigkeit machte den Bomber träge und behäbig. Der Vorschlag, Motoren Typs Piaggio P.XV (1650 PS Startleistung) einzubauen, wurde verworfen, da diese schwerer waren und somit noch mehr von der Nutzlast aufgegeben werden müsste, abgesehen davon das man diese nicht in ausreichender Stückzahl beschaffen konnte.

## Erprobung
Zwecks Truppenerprobung kam die Maschine dann nach Cerveteri zur 173. Staffel, wo sie bei Erdkampfeinsätzen verwendet wurde und sich dabei gut bewährte. Dennoch wurde die SM.89 am 10. Juli 1943 auf dem Flughafen von Cerveteri zurückgelassen, als die 173. Staffel verlegt wurde, da bereits im April 1943 die Einstellung des Projekts beschlossen worden war. Die SM.89 wurde bei einem Luftangriff der U.S. Air Force beschädigt und vor dem Rückzug von der deutschen Wehrmacht zerstört.

## Technische Daten
| Kenngröße             | Daten                                                                                         |
| --------------------- | --------------------------------------------------------------------------------------------- |
| Besatzung             | 4                                                                                             |
| Länge                 | 18,20 m                                                                                       |
| Spannweite            | 21,60 m                                                                                       |
| Höhe                  | 4,60 m                                                                                        |
| Flügelfläche          | 62,40 m²                                                                                      |
| Flügelstreckung       | 7,5                                                                                           |
| Propellerfläche       | 10,18 m²                                                                                      |
| Leermasse             | 8800 kg                                                                                       |
| Antrieb               | 2 × Piaggio P.XII R.C.35 mit 1.500 PS (1.103 kW)                                              |
| Startmasse            | 12.640 kg                                                                                     |
| max. Startmasse       | 14.020 kg                                                                                     |
| Höchstgeschwindigkeit | 465 km/h in 4000 m Höhe                                                                       |
| Reisegeschwindigkeit  | 378 km/h in 3000 m Höhe                                                                       |
| Dienstgipfelhöhe      | 8200 m                                                                                        |
| Steigleistung         | 5,7 m/s                                                                                       |
| Reichweite (max.)     | 780 km (1650 km)                                                                              |
| Bewaffnung            | zwei 37-mm-Maschinenkanonen Breda 45, drei 12,7-mm-Maschinengewehre SAFAT, bis 1350 kg Bomben |